# رویالتون جنوبی (ورمانت)
رویالتون جنوبی (به انگلیسی: South Royalton) یک منطقهٔ مسکونی در ایالات متحده آمریکا است که در رویالتن واقع شده‌است. رویالتون جنوبی ۳٫۱ کیلومتر مربع مساحت و ۶۹۴ نفر جمعیت دارد و ۱۴۹٫۳۵ متر بالاتر از سطح دریا واقع شده‌است.